# Schaaphok
Schaaphok (Gronings: Schoaphok) is een buurtschap onder Slochteren in de gemeente Midden-Groningen. Het ligt aan het Slochterdiep, dat in 1659 in opdracht van de heer van Slochteren werd aangelegd, op het punt waar de Scharmer Ae en de Slochter Ae samenvloeien. De Slochter Ae stroomde hier oorspronkelijk verder onder de naam Woltersumer Ae. Iets ten oosten van Schaaphok start ook het Afwateringskanaal van Duurswold. De buurtschap vormt een voortzetting van het oudere Ayngehorn.
Het gebied rond Schaaphok is al omstreeks de elfde of twaalfde eeuw in cultuur gebracht. Vanwege wateroverlast is het later grotendeels verlaten en omgezet in hooiland, dat vanuit hoger gelegen nederzettingen werd beheerd. De boerderij in de Nieuwe Rijpmapolder, direct ten zuiden van het Slochterdiep, is gebouwd op een middeleeuwse vlaknederzetting of huiswierde aangetroffen, die met laagjes aangevoerd zand op het veen is opgeworpen. De Rypemade te Scharmer wordt al vermeld in 1493. Dit gebied was toen eigendom van het Fraterhuis van de Broeders van het Gemene Leven in Groningen. Vermoedelijk strekte het kloosterbezit zich uit tot aan Smerige of Scharmer Ae in het noorden; het klooster had namelijk een aantal landerijen suedwert op Schermpster Ee al in 1471 van de edelman Johan Rengers verkregen. Het Slochterdiep werd in 1659 in een bocht rondom de bovengenoemde boerderij aangelegd.
De streek ten noorden van de Smerige Ae werd vanouds Ayngehorn genoemd. De brug over de Slochter Ae bij Schaaphok werd nog in 1672 betiteld als de til bij Aijengehorn. Het gebied ten oosten van Schaaphok viel onder de buurtschap Denemarken en de Hooilandspolder bij Slochteren. De kerkboeken van Slochteren vermelden in 1647 een echtpaar woonachtig op Denemarcken op Ani horren, waarmee kennelijk de omgeving van Schaaphok werd bedoeld.
De naam Schaaphok zou verwijzen naar de vroegere schaapskooi die hoorde bij het omvangrijke landbezit van de Fraeylemaborg in Slochteren in deze omgeving, dan wel naar een herberg bij de Slochter Ae. 't Schaephock wordt voor het eerst vermeld op een kaart uit 1727. In de kerkboeken van de omliggende dorpen komt de betiteling by 't Schaaphok, in't Schaaphok of uit de Schaaphok sinds 1737 geregeld voor. De herberg in 't Schaaphock wordt genoemd vanaf 1766, als de Groningse hopman Thomas Lieftinck hier de opbrengst van 200 deimten hooiland laat veilen. De herberg Het Schaaphok was nog in 1819 eigendom van de heer van Slochteren en werd met een stuk weiland, geschikt voor zes koeien, en het recht van tolheffing aan de meestbiedende verhuurd. Tol werd niet alleen geheven over passanten via de trekweg, maar ook op passerende schepen. In 1874 bevestigde Gedeputeerde Staten dit recht van de familie Van der Hoop. Dat leidde in 1907 tot een langdurige rechtszaak, toen de tolgaarder ook geld ging vragen aan schippers op de Slochter en Woltersummer Ae; pas in 1917 maakte de rechter hier een eind aan. Bij 't Kethuis (Gronings: Kethoes) moesten de schippers op het Afwateringskanaal van Duurswold tol betalen; het kanaal was hier afgesloten met een ketting. Volgens een overlevering (genoteerd door Kornelis ter Laan) zou het bij 't Kethuis spoken, omdat er ooit een priester was vermoord.
Het gebied stond tot het einde van de 19e eeuw bekend als een soort wildernis. De herberg, die op een knooppunt van wegen en kanalen lag, was vooral in trek als pleisterplaats voor schaatsers, eierzoekers, hooiers, jagers en stropers. De broers Wessel en Geert Entjes waren rond 1880 bekende hardrijders op de schaats. Hun vader, de kastelein Pieter Entjes, wendde zich echter tot het geloof. Hij verbouwde in 1890 de schuur van de herberg waar eerder "de zonde zo ijverig gediend was bij drank en kaartspel" tot een kerkzaaltje met tachtig zitplaatsen. Na zijn dood liet de familie Van der Hoop van Slochteren hier in 1915 een Hervormd Evangelisatiegebouw neerzetten, dat tot 1968 dienst heeft gedaan. Tegenwoordig wordt het gebruikt als woonhuis.
Even ten zuiden van het dorp, langs de Slochter Ae, is een groot stuk land onder water gezet, dat Skaldmeer is genoemd. Inmiddels heeft dat zich tot een vogelreservaat ontwikkeld. Het moet een verbindingszone worden tussen het Hunzedal en de Waddenzee, en maakt deel uit van de ecologische hoofdstructuur van Nederland.

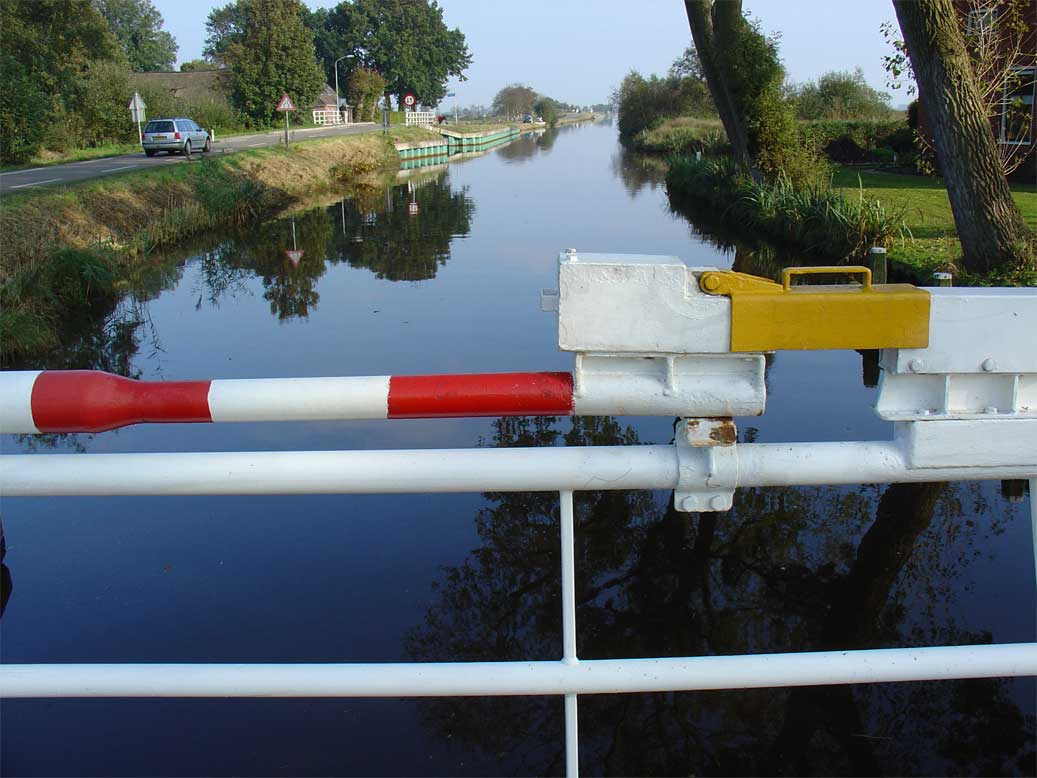
Het Slochterdiep nabij Schaaphok

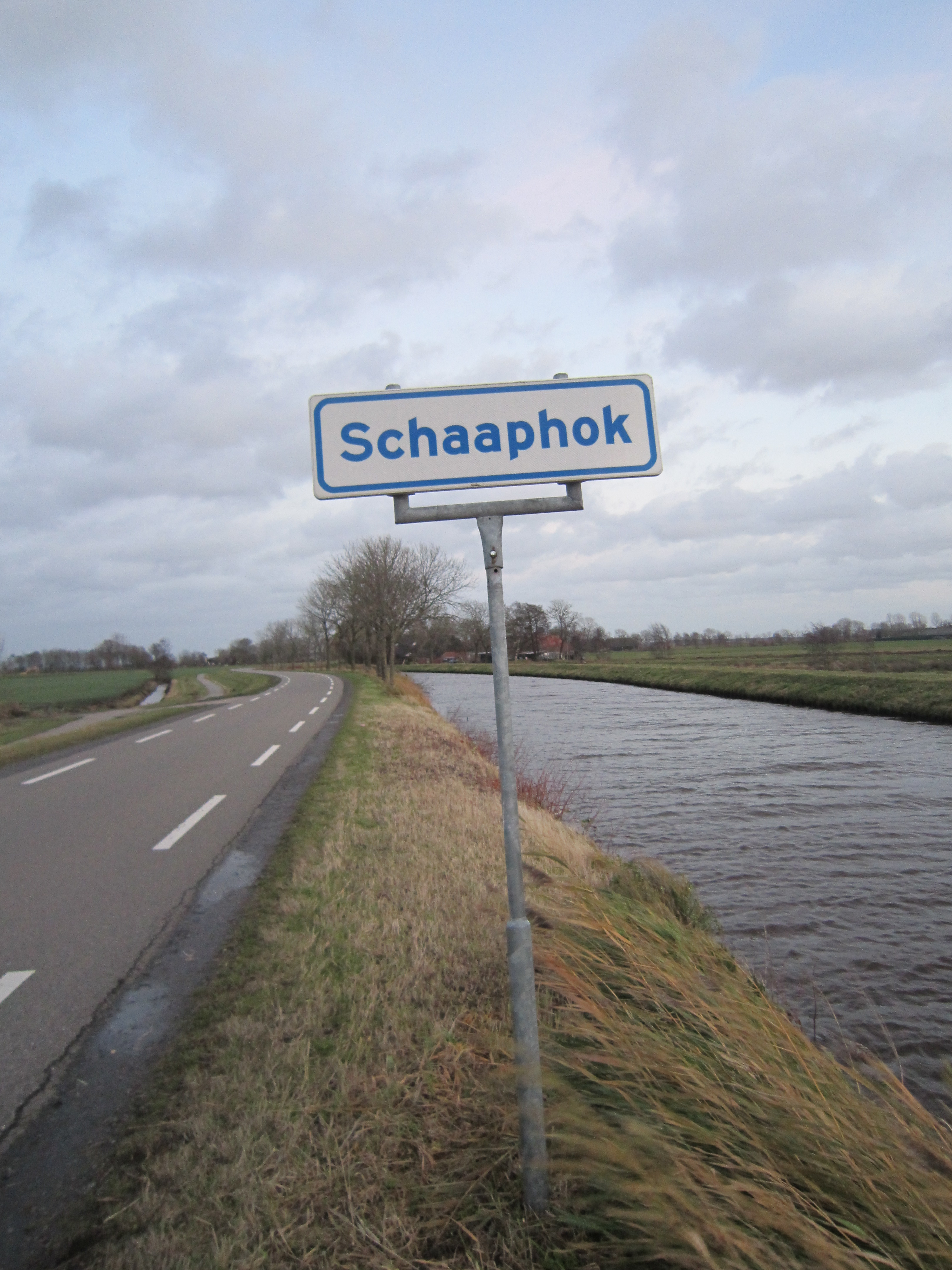
Plaatsnaambord Schaaphok

Dorpen: Borgercompagnie · Foxhol · Froombosch · Harkstede · Hellum · Hoogezand · Kiel-Windeweer · Kolham · Kropswolde · Luddeweer · Meeden · Muntendam · Noordbroek · Overschild · Sappemeer · Scharmer · Schildwolde · Siddeburen · Slochteren · Steendam · Tripscompagnie · Tjuchem · Waterhuizen · Westerbroek · Woudbloem · Zuidbroek

Buurtschappen: Achterdiep · Akkereinden · Ayngehorn · Beneden Veensloot · Blokum · Bokhörn · Borgweg · Boven Veensloot (deels) · Bovenhuizen · Bovenstreek · Buitenhuizen · Denemarken · Drukkebuurt · Duurkenakker · Eelshuis · Foxham · Foxholsterbosch · Gaarland · Gaarveen · De Hammen · Den Ham · Hamweg · Heerenlaan · Heidenschap · De Hole · Huisweeren · Jagerswijk · Kalkwijk · Kiel · Klein Harkstede (deels) · Kleinemeer · 't Klooster · Korengarst · Kostverloren · Lageland · Langewijk · Leentjer · Lula · Medumertol · Nieuwe Compagnie · Noordbroeksterhamrik · Noordbroeksterveen · Oosterweeren · Oostwold · Oude Verlaat · De Paauwen · Roeksweer · Ruiten · Schaaphok · Schildland ·  Siddebuursterveen · Spitsbergen · Stootshorn · Tusschenloegen · Tussenklappen · Uiterburen · Uitham · Veendijk · Het Veen · 't Veen · Veenhuizen · Vossenburg · Weereweg · Westeind · Wilderhof · Windeweer · Winkelhoek · Wolfsbarge · De Zanden · Zandwerf · Zuiderveen 

Wijk: Gorecht · Gouden Driehoek · Martenshoek · Meerwijck · Ruitershorn · Rengerspark · Sappemeer-Noord · De Vosholen · Woldwijck · Zuiderpark

Groningen: Steden en dorpen      Nederland: Provincies · Gemeenten